# Blue Exorcist
Blue Exorcist (青の祓魔師), in Japan ook bekend als Ao no Exorcist is een manga- en animeserie geschreven en geïllustreerd door Kazuo Kato. De manga werd voor het eerst geserialiseerd in april 2009 door Shueisha. Het eerste seizoen van de anime werd vanaf 17 april 2011 uitgezonden in 25 delen. Op 7 januari 2017 is een 2e seizoen gestart, "Kyoto Saga" genaamd. Dit seizoen bevatte 12 aflevering die op TV zijn uitgezonden en een extra aflevering die direct op DVD is uitgebracht.

## Plot
Het heelal is verdeeld door twee vlakken: Assiah bewoond door Mensen, en Gehenna door Demonen. De twee dimensies zijn als spiegels voor elkaar en kunnen onder geen enkele manier contact met elkaar leggen. Echter, Demonen kunnen in Assiah komen door mensen, dieren of voorwerpen in bezit te nemen. Satan, de god van de Demonen kan onmogelijk in Assiah komen omdat niets of niemand sterk genoeg is om zijn enorme krachten te weerhouden. Voor die reden creëerde hij Rin Okumura, zijn zoon geboren in Assiah via een menselijke vrouw. Als Rin 15 is wil Satan hem terugnemen naar Gahenna zodat hij hem later kan gebruiken om Assiah over te nemen. Het gaat echter niet zoals plan als Rin het niet eens is met zijn ideeën en iets totaal anders van plan is. Een Exorcist worden om zijn eigen vader te verslaan!

## Personages

### Hoofdpersonages
Rin Okumura (奥村 燐 Okumura Rin)
De 15-jarige protagonist van het verhaal. Rin is de zoon van Satan geboren vanuit een menselijke vrouw en de erfgenaam van Satans krachten. Vlak na zijn geboorte waren zijn demonische krachten verzegeld in een Japans demonisch zwaard (Kurikara), wat hem de mogelijkheid gaf een menselijk leven te leiden voor als lang als het maar mogelijk was. Hij kwam achter zijn duistere aard nadat het zwaard waarin de Rins demonische krachten zaten de krachten niet langer meer onder controle kon houden, waarbij er een aantal gebeurtenissen gebeurde waar zijn pleegvader Shiro Fujimoto (een Exorcist) hem uit redde, maar wanneer alles bijna over bleek te zijn nam Satan hemzelf Shiro zijn lichaam over en wilde Rin terugnemen naar Gahenna om hem te gebruiken als hulpmiddel om Assiah over te nemen. Shiro geeft echter zijn leven om Satan terug te sturen. Om de poort naar Gahenna dicht te maken trok Rin het zwaard eruit, wat zijn demonische krachten opwekte. Na de begrafenis van Shiro werd er een vriend van hem genaamd ´Mephisto Pheles´ naar Rin gestuurd om hem te vermoorden, Maar Rin kwam op het idee om zelf een Exorcist te worden om Satan zelf te kunnen verslaan. Mephisto was verbaasd maar ging wel mee in dit aanbod. Rin ging naar de True Cross Academy om een Exorcist te worden en zijn eigen vader te verslaan. Sinds hij onder vijandig gebied is (de zoon van de grootste en gevaarlijkste demon van allemaal, tussen mensen speciaal getraind om Demonen uit te roeien) moet hij het geheim houden en niet te veel aandacht trekken. Rin heeft zwart haar met blauwe ogen en als teken van zijn demonische kant heeft hij kleine puntoren, scherpe tanden en een staart die hij verbergt onder zijn shirt. Als hij in zijn demonische vorm is, worden zijn oren langer, zijn ogen feller en heeft hij blauwe vlammen over zijn hele lichaam.
Yukio Okumura (奥村 雪男 Okumura Yukio)
De tweelingbroer van Rin. Zoals verwacht dat de krachten van Satan gesplit zou worden tussen hem en Rin, gebeurde dat niet sinds Yukio zwak was als baby . Hij kreeg echter wel een speciale soort gave waardoor hij vanaf zijn geboorte al Demonen kon zien. Vanaf dat hij 7 was ging hij al trainen om een Exorcist te worden onder de begeleiding van zijn pleegvader Shiro Fujimoto. Terwijl Rin niks doorhad, was hij al een volmaakte Exorcist op zijn 13de. Wanneer Rin naar de True Cross Academy ging om een Exorcist te worden, was Yukio een van zijn leraren en zijn mentor, sinds Rin in de gaten gehouden moest worden. Ook al zijn ze tweeling, ze lijken totaal niet op elkaar. Rin is de onruststoker, die moeilijk zijn gedachten bij leerwerk kan houden en het liefst meteen actie onderneemt, terwijl Yukio de genie is, die kalm is en altijd twee keer nadenkt voordat hij zijn acties uitvoert. Yukio heeft bruin haar, groen-achtige ogen, drie moedervlekken op zijn gezicht en een bril, waardoor Rin hem weleens spottend 'vier-ogen' noemt.
Shiemi Moriyama (杜山 しえみ Moriyama Shiemi)
Klasgenoot en vriend van Rin, die traint om een Exorcist te worden. Ze is de dochter van de eigenaar van een Exorcist winkel. Omdat haar moeder altijd bezig was creëerde ze een sterkere band met haar oma. Ze ging vaak samen met haar oma zorgen voor haar tuin. Nadat haar oma is overleden ging ze door met de tuin verzorgen. Wat echter later bleek is dat een demoon haar onder de watten heeft gelegd om de tuin te verzorgen, nadat ze toegeeft dat ze dit niet meer hoeft te doen besluit ze dat ze een nieuw persoon wil worden en een Exorcist te worden. Rin heeft een oogje op haar, maar Shiemi ziet dat zo verre nog niet. Ze heeft blond haar dat schouder lengte is, groene ogen en is zover alleen nog gezien in Traditionele Japanse kleren zoals een kimono.
Suguro "Bon" Ryuji (勝呂 竜士 Suguro Ryūji)
Klasgenoot en rivaal van Rin. Suguro is 'de zoon van de vervloekte tempel', een tempel die Satan 16 jaar voor het verhaal heeft verwoest. Hij wil een Exorcist worden om Satan te verslaan, hetzelfde doel als Rin. Hij neemt altijd alles serieus en haat Rin vanwege zijn houding in de klas.
Renzo Shima (レンゾ志摩 Shima Renzo)
Klasgenoot van Rin. Hij is een jeugd vriend van Suguro en wil Exorcist worden met het doel om de tempel opnieuw op te bouwen. Hij is ook een van de weinige die nog steeds vrienden wilde zijn met Rin nadat hij erachter kwam dat Rin de zoon van Satan is.
Izumo Kamiki (出雲神木 Kamiki Izumo)
Klasgenoot van Rin. Ze is nogal een koudbloedig persoon die nogal koppig en eigenwijs overkomt. ze blijkt een duister verleden achter de rug te hebben dat ook de reden is dat ze een Exorcist wil worden.

### Andere personages
Shiro Fujimoto (藤本 獅郎 Fujimoto Shiro)
Rin en Yukio's pleegvader en een van de sterkste Exorcist in de wereld. Hij adopteerde Rin en Yukio en voedde hen op alsof ze zijn eigen zonen waren. Terwijl hij Yukio hielp om een Exorcist te worden, hield hij Rin onder de duim. Het is wel duidelijk dat hij ondanks alles toch wel van Rin hield, met het zeggen dat: 'het uiteindelijk niet meer voelde alsof hij een wapen opvoedde, maar een zoon'. Op de dag dat Rin zijn krachten ontwaakte, werd Shiro bezeten door Satan, maar heeft daarna zichzelf opgeofferd om Rin te redden.
Kuro/Blacky
Een tamme demoon met een vorm van een kat. Het is een zwarte kat met twee hoorns op zijn hoofd en twee staarten. Hij was een bewaker van een heilige tempel, maar nadat de eigenaar was overleden en iedereen het vergat. Viel hij de mensen aan die de tempel wilde slopen. Shiro kwam daarna opdagen en wist Kuro te kalmeren zonder ook maar een druppelde bloed te laten vallen. Vanaf dat moment werd Kuro de bewaker van Shiro zelf. Kuro hoorde op een dag dat Shiro was overleden en dus ook niet meer terugkwam. Hij ging weer mensen aanvallen en wilde niet geloven dat Shiro was overleden. Yukio kwam naar Kuro om proberen te kalmeren, met Rin die stiekem was meegegaan. eenmaal daar kwam Rin erachter dat hij hoort wat Kuro zegt door een vorm van demonische telepathie tussen hen tweeën. Rin wist net als Shiro, Kuro te kalmeren zonder dat er gewonden vielen. Kuro werd daarna Rins bewaker.
Mephisto Pheles (メフィスト・フェレス Pheles Mephisto)
De schoolhoofd van de True Cross Academy. Hij had eerst de missie om Rin te vermoorden, maar nadat Rin op het idee kwam om een Exorcist te worden ging hij in op het aanbod. Hij is zelf ook een demoon en sommige momenten wijzen erop dat hij samen met zijn broertje ook de zoon van Satan is.
Amaimon (アマイモン)
Een demoon en het kleine broertje van Mephisto. Hij is de aardkoning en zegt dat hij iets is als 'Rins grote broer'. Dit wijst mogelijk erop dat hij ook de zoon van Satan is.
Shura Kirigakure (霧隠 シュラ Kirigakure Shura)
Eerst in vermomming als een van Rins klasgenoten, maar bleek later een hoog opgeleide Exorcist met de missie om meer over Rin te weten te komen. Ze wordt later Rins mentor.
Satan
De God van de Demonen en Rins vader. Hij is zo krachtig dat geen levend wezen lang genoeg kan leven om zijn bezitting vol te houden. Hij geeft toe dat hij eerst Rin creëerde omdat hij door zijn verveeldheid heen was, maar nadat tijd verstreek bleek dat hij een geniale set had gedaan sinds Rin het lichaam heeft van een mens, maar toch het bloed van een demon, wat hem de mogelijkheid geeft om in beide dimensies te kunnen overleven. Het blijkt echter dat Rin niet mee wil werken aan zijn plan en een Exorcist wil worden om hem te verslaan.

## Speciale informatie
Rin zijn Koumaken
Rin zijn demonische krachten waren bij zijn geboorde verzegeld in een Japans zwaard, waardoor hij een normaal leven kon leiden zo lang als het mogelijk was. Op een dag kon het zwaard de krachten niet meer onder bedwang houden, waardoor Rin werd aangevallen door demonen en een bezoekje kreeg van Satan zelf, toen hij het zwaard uit zijn hoes trok waren zijn krachten volledig ontwaakt. Als het zwaard in zijn hoes zit zijn er alleen maar een paar tekenen te zien van Rin zijn demonische kant. Zoals zijn oren, zijn tanden en zijn staart. Als de schede er niet omheen is, is Rin zijn ware demonische vorm zichtbaar, met langere oren, zijn ogen nog feller en blauwe vlammen over zijn hele lichaam. Door Amaimon is uitgelegd dat het zwaard van Gahenna is en de hoes een deel van de poort zelf, dat de demonische kant onder controle houdt.

### Het pad van het Exorcist
Het is een lange pad en lang niet zo makkelijk. meestal begint nadat je je middelbare school hebt afgemaakt. iedere beginner begint bij de Page, daar wordt alleen nog lesgegeven via praktijk. Na een paar weken krijgen ze een onverwachte test waardoor ze met elkaar in een kamer worden gestopt en met behulp van samenwerking een demon moeten verslaan. Als het lukt worden ze gepromoveerd naar Exwirer. je leert nog steeds praktijk, maar gaat ondertussen ook op een paar kleine missies. Nadat je daarvoor geslaagd bent kun je je eigen weg gaan kiezen, wat betreft de manier waarop je met demonen wil vechten. Je hebt de:
Temmer
Dit is zeer uniek en komt maar bij een paar Exorcists voor. Je doet een beetje bloed op een heilig stukje papier en roept een demon op die voor je zal vechten, je moet echter wel sterker zijn dan de demon die je oproept anders luisteren ze niet naar je.
Dragoon
De Exorcists die vechten met behulp van geweren of wapens.
Knight
Exorcists die vechten met een zwaard. dit is een weg die Rin zal nemen sinds hij een zwaard heeft.
Aria
Een vorm die veel Exorcists nemen, maar je moet er wel aanleg voor hebben. Je leert heilige teksten uit de bijbel uit je hoofd en roept die uit zodat de demon beschadigd wordt.
Dokter
Een vorm dewelke geen vechtmanier is, maar wel van levensbelang is. Dokters weten alles over ziektes en littekens die Demonen achterlaten, en geneest ze.
Als je gestudeerd hebt voor je weg, kun je net zo lang doorleren totdat je een bepaalde rang hebt. Het hoogst behaalde is de Paladin, dat Shiro was in die tijd.